# Metamaterial

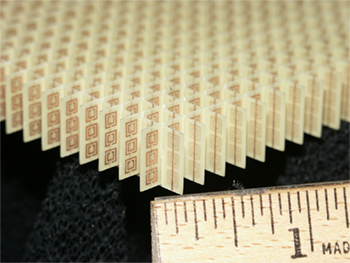
Configurație a matricei unui metamaterial cu indice negativ, care a fost construit din rezonatoare din cupru cu inele secționate și sârme montate pe panourile cuplate ale unui circuit din fibră de sticlă. Matricea totală este formată din celule elementare de 3 × 20 × 20, cu dimensiuni totale de 10 x 100 x 100 mm (0,39 x 3,94 x 3,94 țoli).

Un metamaterial (din cuvântul grecesc μετά meta, care înseamnă „dincolo de” și cuvântul latin materia, care înseamnă „materie” sau „material”) este orice material conceput să aibă o proprietate care nu se găsește în materialele naturale. Este realizat din ansambluri de elemente numeroase, făcute din materiale compozite precum metalele și plasticul. Materialele sunt de obicei dispuse în modele repetate, la scări mai mici decât lungimile de undă ale fenomenelor pe care le influențează. Proprietățile metamaterialelor derivă nu din proprietățile materialelor de bază, ci din structurile lor nou proiectate. Forma, configurația, dimensiunea, orientarea și aranjamentul lor precise le oferă proprietăți inteligente, capabile să manipuleze undele electromagnetice prin blocarea, absorbția, intensificarea sau îndoirea undelor, pentru a obține rezultate care depășesc ceea ce este posibil cu ajutorul materialelor convenționale.
Metamaterialele proiectate corespunzător pot afecta undele radiației electromagnetice sau undele sonore într-un mod neobservat în cazul materialelor vrac.    Acele metamateriale care prezintă un indice de refracție negativ pentru anumite lungimi de undă au făcut obiectul unui număr mare de lucrări de cercetare.    Acestea sunt cunoscute ca metamateriale cu indice negativ.
Aplicațiile potențiale ale metamaterialelor sunt diverse și includ filtre optice, dispozitive medicale, aplicații aerospațiale la distanță, detectarea senzorilor și monitorizarea infrastructurii, gestionarea inteligentă a energiei solare, controlul maselor, radomuri⁠(d), comunicații de înaltă frecvență pe câmpul de luptă și lentile pentru antene de mare câștig, îmbunătățireasenzorilor ultrasonici și chiar structuri de protecție împotriva cutremurelor.     Metamaterialele oferă posibilitatea de a crea superlentile⁠(d). O astfel de lentilă ar putea permite captarea de imagini sub limita de difracție, care este rezoluția minimă ce poate fi obținută de lentilele convenționale de sticlă. O formă de „invizibilitate” a fost demonstrată folosind materiale cu indice de gradient. Metamaterialele acustice și seismice reprezintă, de asemenea, domenii de cercetare. 
Cercetarea metamaterialelor este interdisciplinară și implică domenii precum inginerie electrică, electromagnetică, optică clasică, fizica stării solide, ingineria microundelor și a antenelor, optoelectronică, știința materialelor, nanoștiință și ingineria semiconductorilor. 

## Istorie
Explorarea materialelor artificiale pentru manipularea undelor electromagnetice a început la sfârșitul secolului al XIX-lea. Unele dintre cele mai vechi structuri care pot fi considerate metamateriale au fost studiate de Jagadish Chandra Bose, care, în 1898, a cercetat substanțe cu proprietăți chirale. La începutul secolului al XX-lea, Karl Ferdinand Lindman a studiat interacțiunea undelor, având ca medii chirale artificiale helixurile metalice. 
La sfârșitul anilor 1940, Winston E. Kock de la Laboratoarele Bell a dezvoltat materiale care aveau caracteristici similare metamaterialelor. În anii 1950 și 1960, dielectricii⁠(d) artificiali au fost studiați în vederea antenelor cu microunde cu greutate redusă. Filtrele radar cu microunde au fost cercetate în anii 1980 și 1990 ca aplicații pentru medii chirale artificiale.   
Materialele cu indice negativ au fost pentru prima dată descrise în mod teoretic de Victor Veselago⁠(d) în 1967.  El a demonstrat că astfel de materiale pot transmite lumină. El a arătat că viteza de fază ar putea deveni anti-paralelă cu direcția vectorului Poynting. Acest lucru este contrar propagării undelor în materialele naturale. 
În 2000, John Pendry⁠(d) a fost primul care a identificat o modalitate practică de a realiza un metamaterial „de stânga”, adică un material în care nu este respectată regula mâinii drepte.  Un astfel de material îi permite unei unde electromagnetice să transmită energie (să aibă o viteză de grup) împotriva vitezei sale de fază. Ideea lui Pendry a fost că sârmele metalice aliniate de-a lungul direcției unei unde ar putea oferi permitivitate negativă (funcție dielectrică ε < 0). Materialele naturale (cum ar fi feroelectricele) prezintă permitivitate negativă; provocarea a fost obținerea permeabilității negative (µ < 0). În 1999, Pendry a demonstrat că un inel secționat (în formă de „C”) cu axa plasată de-a lungul direcției de propagare a undei putea face acest lucru. În aceeași lucrare, el a arătat că o rețea periodică de sârme și inele ar putea genera un indice de refracție negativ. Pendry a propus, de asemenea, un model asemănător de permeabilitate negativă, numit „ruloul elvețian”.
În 2000, David R. Smith et al. au raportat demonstrația experimentală a funcționării metamaterialelor electromagnetice prin stivuirea orizontală, periodic, arezonatoarelor cu inel secționat și a structurilor de sârmă subțire. În 2002 a fost prezentată o metodă de realizare a metamaterialelor cu indice negativ folosind linii de transmisie artificiale cu elemente comasate, în tehnologia microstrip. În 2003, utilizând metamateriale „de stânga”, au fost demonstrați indicele de refracție negativ complex (atât componenta reală, cât și cea imaginară)  și formarea de imagini cu ajutorul unei lentile plate . Până în 2007, experimentele care implicau indicele de refracție negativ au fost efectuate de multe grupuri de oameni.   În 2006, la frecvențele microundelor, a fost realizată prima pelerină invizibilă imperfectă.     

## Metamateriale electromagnetice
Un metamaterial electromagnetic afectează undele electromagnetice care interacționează sau au impact asupra caracteristicilor sale structurale, care sunt mai mici decât lungimea de undă. Pentru a se comporta ca un material omogen descris cu precizie de un indice de refracție eficient, caracteristicile sale trebuie să fie mult mai mici decât lungimea de undă. 
Pentru radiația cu microunde, caracteristicile sunt de ordinul milimetrilor. Metamaterialele cu frecvență de microunde sunt de obicei construite ca matrice de elemente conductoare (cum ar fi bucle de sârmă) care au caracteristici inductive și capacitive adecvate. Multe metamateriale cu microunde folosesc rezonatoare cu inel secționat .  
Metamaterialele fotonice sunt structurate la scară nanometrică și manipulează lumina la frecvențe optice. Cristalele fotonice și suprafețele selective în frecvență, cum ar fi rețelele de difracție, oglinzile dielectrice și straturile optice prezintă asemănări cu metamaterialele structurate pe sub-lungimi de undă. Cu toate acestea, ele sunt de obicei considerate diferite față de metamateriale, deoarece funcția lor rezultă din difracție sau interferență și, prin urmare, nu poate fi aproximată ca un material omogen. Totuși, structurile concrete precum cristalele fotonice sunt disponibile în spectrul luminii vizibile. Mijlocul spectrului vizibil are o lungime de undă de aproximativ 560 nm (pentru lumina soarelui). Structurile cristalelor fotonice au, în general, jumătate din această dimensiune sau mai puțin, adică <280 nm. 
Metamaterialele plasmonice utilizează plasmonii de suprafață, care sunt grupări de sarcină electrică ce oscilează colectiv pe suprafețele metalelor la frecvențe optice.
Suprafețele selective în frecvență (FSS) pot prezenta caracteristici de sub-lungime de undă și sunt cunoscute în general sub numele de conductori magnetici artificiali (AMC) sau suprafețe de înaltă impedanță (HIS). FSS afișează caracteristici inductive și capacitive care sunt direct legate de structura lor de sub-lungime de undă. 
Metamaterialele electromagnetice pot fi împărțite în diferite clase, după cum urmează:    

### Indice de refracție negativ

Comparație între refracția dintr-un metamaterial „de stânga” și dintr-un material convențional

Metamaterialele cu indice negativ (NIM) sunt caracterizate de un indice de refracție negativ. NIM-urile în care indicele de refracție negativ rezultă din simultaneitatea permisivității negative și permeabilității negative sunt, de asemenea, cunoscute ca metamateriale dublu negative (DNG). 
Presupunând că un material este bine aproximat prin permitivitate și permeabilitate reale, relația dintre permitivitate {\displaystyle \epsilon _{r}}, permeabilitate {\displaystyle \mu _{r}} și indicele de refracție n este dată de {\displaystyle \scriptstyle n=\pm {\sqrt {\epsilon _{\mathrm {r} }\mu _{\mathrm {r} }}}} . Toate materialele transparente cunoscute (sticlă, apă etc.) posedă {\displaystyle \epsilon _{r}} și {\displaystyle \mu _{r}} pozitive. Prin convenție, pentru n se folosește rădăcina pătrată pozitivă. Cu toate acestea, unele metamateriale proiectate au {\displaystyle \epsilon _{r}} și {\displaystyle \mu _{r}<0} . Pentru că produsul {\displaystyle \epsilon _{r}\mu _{r}} este pozitiv, n este real. În astfel de circumstanțe, este necesar să se extragă rădăcina pătrată negativă pentru n . Când și {\displaystyle \epsilon _{r}} și {\displaystyle \mu _{r}} sunt pozitive (negative), undele se deplasează în direcția înainte (înapoi). Undele electromagnetice nu se pot propaga în materiale cu {\displaystyle \epsilon _{r}} și {\displaystyle \mu _{r}} cu sarcini opuse, pentru că indicele de refracție devine imaginar. Astfel de materiale sunt opace pentru radiația electromagnetică, iar printre acestea se numără materiale plasmonice precum metalele (aur, argint etc.).
Considerațiile precedente sunt simpliste pentru materialele propriu-zise, care trebuie să aibă {\displaystyle \epsilon _{r}} și {\displaystyle \mu _{r}} cu valori complexe. Părțile reale atât ale {\displaystyle \epsilon _{r}} cât și ale {\displaystyle \mu _{r}} nu trebuie să fie negative pentru ca un material pasiv să prezinte refracție negativă.   Într-adevăr, un indice de refracție negativ pentru undele polarizate circular poate apărea și din chiralitate.   Metamaterialele cu n negativ au numeroase proprietăți interesante:  
- Legea lui Snell ( n 1 sin θ 1 = n 2 sin θ 2 ) încă descrie refracția, dar întrucât n 2 este negativ, razele incidente și refractate sunt pe aceeași parte a normalei suprafeței la o interfață de materiale cu indice pozitiv și negativ.
- Radiația Cherenkov arată în cealaltă direcție.[necesită explicație adăugătoare]
- Vectorul Poynting cu medie temporală este antiparalel cu viteza de fază . Cu toate acestea, pentru ca undele (energia) să se propage, – µ trebuie să fie asociat cu – ε pentru a satisface dependența numărului de undă de parametrii materialului {\displaystyle kc=\omega {\sqrt {\mu \epsilon }}} .

Indicele negativ de refracție derivă matematic din tripletul vectorial E, H și k . 
Pentru undele plane care se propagă în metamateriale electromagnetice, câmpul electric, câmpul magnetic și vectorul de undă urmează regula mâinii stângi, contrar comportamentului materialelor optice convenționale.
Până în prezent, numai metamaterialele prezintă un indice de refracție negativ.   

### Negativ cu un singur strat
Metamaterialele cu un singur strat (SNG) au fie permitivitate relativă negativă (r ε), fie permeabilitate relativă negativă (r μ), dar nu ambele.  Ele acționează ca metamateriale atunci când sunt combinate cu un SNG diferit, complementar, acționând împreună ca un DNG.
Mediul cu epsilon negativ (ENG) afișează εr negativ, în timp ce μ r este pozitiv.    Multe plasme prezintă această caracteristică. De exemplu, metalele nobile precum aurul sau argintul sunt ENG în spectrul infraroșu și vizibil.
Mediul cu Mu negativ (MNG) afișează rε pozitiv și μr negativ.   Materialele girotrope sau giromagnetice prezintă această caracteristică. Un material girotrop este acel material care a fost modificat de prezența unui câmp magnetic cvasistatic, permițând un efect magneto-optic. Efectul magneto-optic este un fenomen în care o undă electromagnetică se propagă printr-un astfel de mediu. Într-un astfel de material, polarizările eliptice care se rotesc la stânga și la dreapta se pot propaga la viteze diferite. Când lumina este transmisă printr-un strat de material magneto-optic, rezultatul se numește efect Faraday: planul de polarizare poate fi rotit, formând un rotator Faraday . Rezultatul unei astfel de reflexii este cunoscut sub numele de efectul magneto-optic Kerr (a nu se confunda cu efectul Kerr neliniar). Două materiale girotrope cu direcțiile de rotație ale celor două polarizări principale inversate sunt numite izomeri optici.
Îmbinarea unei plăci de material ENG cu una de material MNG a dus la proprietăți precum rezonanțe, tuneluri anormale, transparență și reflexie zero. La fel ca materialele cu indice negativ, SNG-urile sunt dispersive în mod natural, astfel încât εr, µr și indicele de refracție n sunt o funcție a frecvenței. 

### Hiperbolic
Metamaterialele hiperbolice (HMM) se comportă ca un metal pentru o anumită polarizare sau o direcție de propagare a luminii și ca un dielectric pentru celelalte, datorită componentelor tensorului de permitivitate negativă și pozitivă, rezultând într-o anizotropie extremă. Relația de dispersie a materialului în spațiul vectorului de undă formează un hiperboloid, de unde și denumirea de metamaterial hiperbolic. Anizotropia extremă a HMM-urilor duce la propagarea direcțională a luminii atât în interiorul cât și pe deasupra suprafaței.  HMM-urile au prezentat variate aplicații potențiale, cum ar fi detectare, imagistică, direcționarea semnalelor optice și efecte îmbunătățite de rezonanță plasmonică. 

### Bandă de stare energetică nepermisă
Metamaterialele electromagnetice cu benzi de stare energetică nepermisă⁠(d) (EBG sau EBM) controlează propagarea luminii. Acest lucru se realizează fie cu cristale fotonice (PC), fie cu materiale „de stânga” (LHM). PC-urile pot opri cu totul propagarea luminii. Ambele clase pot permite luminii să se propage în direcții specific proiectate și ambele pot fi proiectate cu benzi de stare energetică nepermisă la frecvențele dorite.   Mărimea perioadei EBG-urilor este o fracțiune detectabilă a lungimii de undă, care creează interferențe constructive și distructive.
PC-urile se disting de structurile de sub-lungimi de undă, cum ar fi metamaterialele reglabile, deoarece PC-urile își derivă proprietățile din caracteristicile benzilor lor de stare energetică nepermisă. PC-urile sunt aranjate astfel încât să se potrivească cu lungimea de undă a luminii, spre deosebire de alte metamateriale care expun structura sub-lungimii de undă. În plus, PC-urile funcționează prin difracția luminii, iar metamaterialul, în caz contrar, nu prezintă difracție. 
PC-urile au incluziuni periodice care inhibă propagarea undelor din cauza interferenței distructive a incluziunilor în urma împrăștierii. Proprietatea benzilor fotonice de stare energetică nepermisă a PC-urilor le face pe acestea echivalentul electromagnetic al cristalelor semiconductoare electronice. 
EBG-urile au scopul de a crea structuri dielectrice periodice, de înaltă calitate, cu pierderi reduse. Un EBG afectează fotonii în același mod în care materialele semiconductoare afectează electronii. PC-urile sunt materialul perfect cu benzi de stare energetică nepermisă, deoarece nu permit propagarea luminii.  Fiecare unitate din structura periodică prescrisă acționează ca un atom, deși are o dimensiune mult mai mare.  
EBG-urile sunt concepute să împiedice propagarea unei lățimi de bandă a frecvențelor, pentru anumite unghiuri de sosire și polarizări. Diferite configurații și structuri au fost propuse pentru a fabrica proprietățile speciale ale EBG. În practică, crearea unui dispozitiv EBG perfect este imposibilă.  
EBG-urile au fost fabricate pentru frecvențe care variază de la câțiva gigaherți (GHz) la câțiva teraherți (THz), pentru radio, microunde și frecvența mijlocie a spectrului infraroșu. Printre aplicațiile EBG se numără  linia de transmisie, placile aglomerate din lemn formate din bare dielectrice pătrate și mai multe tipuri diferite de antene cu câștig redus.  

### Mediu dublu pozitiv
Mediile dublu pozitive (DPS) pot apărea în natură, de exemplu dielectricii⁠(d) care apar în mod natural. Permitivitatea și permeabilitatea magnetică sunt ambele pozitive, iar propagarea undelor este în direcția înainte. Au fost fabricate materiale artificiale care combină proprietățile DPS, ENG și MNG.  

### Bi-izotropic și bi-anizotropic
Clasificarea metamaterialelor în dublu negative, negative cu un singur strat sau dublu pozitive presupune, în mod normal, că metamaterialul are reacții electrice și magnetice independente, descrise de ε și µ. Cu toate acestea, în multe cazuri, câmpul electric provoacă polarizare magnetică, în timp ce câmpul magnetic induce polarizare electrică, cunoscută sub numele de cuplare magnetoelectrică. Astfel de medii sunt denumite bi-izotropice. Mediile care prezintă cuplare magnetoelectrică și care sunt anizotropice (ceea ce este cazul pentru multe structuri ale metamaterialelor ), sunt denumite bi-anizotropice.  
Patru parametri de material sunt inerenți cuplării magnetoelectrice a mediilor bi-izotropice. Aceștia sunt intensitatea câmpului electric (E) și cea a câmpuluimagnetic (H) și densitatea fluxului electric (D) și cea a fluxului magnetic (B). Acești parametri sunt ε, µ, κ și χ, sau permitivitatea, permeabilitatea, puterea chiralității și, respectiv, parametrul Tellegen. În acest tip de medii, parametrii materialelor nu variază în funcție de modificările dintr-un sistem de coordonate rotitativ de măsurători. În acest sens, ei sunt constanți sau scalari. 
Parametrii magnetoelectrici inerenți, κ și χ, afectează faza undei. Efectul parametrului de chiralitate este de a despărți indicele de refracție. În mediile izotropice, acest lucru are ca rezultat propagarea undelor numai dacă ε și µ au aceeași sarcină. În mediile bi-izotropice cu χ presupus a fi zero și κ o valoare diferită de zero, apar rezultate diferite. Poate apărea o undă fie cu direcția înapoi, fie înainte. Ca alternativă, pot apărea două unde cu direcția înainte sau două unde cu direcția înapoi, în funcție de puterea parametrului chiralitate.
În general, relațiile fundamentale pentru materialele bi-anizotropice indică {\displaystyle \mathbf {D} =\epsilon \mathbf {E} +\xi \mathbf {H} ,}{\displaystyle \mathbf {B} =\zeta \mathbf {E} +\mu \mathbf {H} ,} unde {\displaystyle \epsilon } și {\displaystyle \mu } sunt tensorii de permitivitate și, respectiv, de permeabilitate, în timp ce {\displaystyle \xi } și {\displaystyle \zeta } sunt cei doi tensori magnetoelectrici. Dacă mediul este reciproc, permitivitatea și permeabilitatea sunt tensori simetrici și {\displaystyle \xi =-\zeta ^{T}=-i\kappa ^{T}}, unde {\displaystyle \kappa } este tensorul chiral care descrie reacția electromagnetică chirală și magneto-electrică reciprocă. Tensorul chiral poate fi exprimat ca {\displaystyle \kappa ={\tfrac {1}{3}}\operatorname {tr} (\kappa )I+N+J}, unde {\displaystyle \operatorname {tr} (\kappa )} este urma parametrului {\displaystyle \kappa }, I este matricea identității, N este un tensor simetric fără urme și J este un tensor anti-simetric. O astfel de separare permite clasificarea reacției bi-anizotropice reciproce în următoarele trei clase principale: (i) medii chirale ({\displaystyle \operatorname {tr} (\kappa )\neq 0,N\neq 0,J=0} ), (ii) medii pseudochirale ( {\displaystyle \operatorname {tr} (\kappa )=0,N\neq 0,J=0} ) și (iii) medii omega ( {\displaystyle \operatorname {tr} (\kappa )=0,N=0,J\neq 0} ).

### Chiral
Preferința metamaterialelor pentru regula mâinii drepte stau stângi este o potențială sursă de confuzie, deoarece literatura de specialitate include două utilizări conflictuale ale termenilor stânga și dreapta . Primul se referă la una dintre cele două unde polarizate circular, care reprezintă modurile de propagare în mediile chirale. Al doilea se referă la tripletul câmpului electric, câmpului magnetic și vectorului Poynting, care apar în mediile cu indice de refracție negativ și care, în cele mai multe cazuri, nu sunt chirale.
În general, o reacție electromagnetică chirală și/sau bi-anizotropică este o consecință a chiralității geometrice 3D: metamaterialele chirale 3D sunt compuse prin încorporarea structurilor chirale 3D într-un mediu gazdă, prezentând efecte de polarizare legate de chiralitate, cum ar fi activitatea optică și dicroismul circular. Există, de asemenea, conceptul de chiralitate 2D și se consideră că un obiect plan este chiral dacă nu poate fi suprapus pe imaginea sa în oglindă decât dacă este ridicat de pe plan. S-a observat că metamaterialele chirale 2D care sunt anizotropice și care au pierderi prezintă transmisie asimetrică direcțională (reflexie, absorbție) a undelor polarizate circular datorită dicroismului de conversie circulară.   Pe de altă parte, reacția bi-anizotropică poate apărea din structurile geometrice achirale care nu posedă nici chiralitate inerentă 2D, nici 3D. Plum și colaboratorii săi au investigat cuplarea magneto-electrică din cauza chiralității extrinseci, în care amplasarea unei structuri (achirale) împreună cu vectorul undelor de radiație este diferită de imaginea din oglindă și au observat activitate optică liniară mare și reglabilă,  activitate optică neliniară,  activitate optică speculară  și dicroism de conversie circulară.  Rizza et al.  au sugerat metamateriale chirale unidimensionale în care tensorul chiral efectiv nu dispare dacă sistemul este chiral unidimensional din punct de vedere geometric (imaginea în oglindă a întregii structuri nu poate fi suprapusă peste el prin utilizarea translațiilor fără rotații).
Metamaterialele chirale 3D sunt construite din materiale chirale sau rezonatoare în care parametrul de chiralitate efectiv {\displaystyle \kappa } este diferit de zero. În astfel de metamateriale chirale, proprietățile de propagare a undelor demonstrează că refracția negativă poate fi realizată în metamateriale cu o chiralitate puternică și cu {\displaystyle \epsilon _{r}} și {\displaystyle \mu _{r}} pozitive.   Acest lucru se datorează faptului că indicele de refracție {\displaystyle n} are valori distincte pentru undele polarizate circular spre stânga și spre dreapta:
{\displaystyle n=\pm {\sqrt {\epsilon _{r}\mu _{r}}}\pm \kappa }
Se poate observa că un indice negativ va apărea  pentru o polarizare dacă {\displaystyle \kappa } > {\displaystyle {\sqrt {\epsilon _{r}\mu _{r}}}} . În acest caz, nu este necesar ca unul sau ambii parametri {\displaystyle \epsilon _{r}} și {\displaystyle \mu _{r}} să fie negativi pentru propagarea undei în direcția înapoi.  Un indice de refracție negativ datorat chiralității a fost observat pentru prima dată simultan și independent de Plum et al.  și Zhang et al.  în 2009.

### Bazat pe FSS
Metamaterialele bazate pe suprafețe selective în frecvență blochează semnalele într-o bandă de lungime de undă și le transmit pe cele din altă bandă. Au devenit o alternativă a metamaterialelor cu frecvență fixă. Acestea permit modificări opționale ale frecvenței într-un singur mediu, mai degrabă decât limitările restrictive ale unui răspuns în frecvență fixă. 

## Alte tipuri

### Elastic
Metamaterialele elastice folosesc diferiți parametri pentru a obține un indice de refracție negativ în materialele care nu sunt electromagnetice. În plus, „un nou design pentru metamaterialele elastice care se pot comporta fie ca lichide, fie ca solide, pe un interval de frecvență limitat, poate permite noi aplicații bazate pe controlul undelor acustice, elastice și seismice”.  Ele sunt numite și metamateriale mecanice. 

### Acustic
Metamaterialele acustice controlează, direcționează și manipulează sunetul sub formă de unde sonice, infrasonice sau ultrasonice în gaze, lichide și solide . Ca și în cazul undelor electromagnetice, undele sonice pot prezenta refracție negativă. 
Controlul undelor sonore se realizează în mare parte prin modulul în vrac β, densitatea masei ρ și chiralitate. Modulul în vrac și densitatea sunt echivalenți ai permitivității și permeabilității în metamaterialele electromagnetice. Mecanica propagării undelor sonore într-o structură cristalină are legătură cu acest aspect. De asemenea, materialele au masă și grade intrinseci de rigiditate. Acestea formează împreună un sistem rezonant, iar rezonanța mecanică (sonică) poate fi stimulată de frecvențe sonice adecvate (de exemplu pulsații audibile).

### Structural
Metamaterialele structurale oferă proprietăți precum abilitatea de strivire și greutatea redusă. Folosind micro-stereolitografia, pot fi create microrețelele folosind forme asemănătoare grinzilor și traverselor. Au fost create materiale cu patru ordine de mărime mai rigide decât aerogelul convențional, dar cu aceeași densitate. Astfel de materiale pot rezista la o sarcină de cel puțin 160.000 de ori propria greutate prin supratensionarea materialelor.  
Un metamaterial ceramic de tip nanogrindă poate să fie aplatizat și apoi să revină la forma inițială. 

### Neliniar
Se pot fabrica metamateriale care includ un anumit tip de mediu neliniar, ale cărui proprietăți se modifică în funcție de puterea undei incidente. Mediile neliniare sunt esențiale pentru optica neliniară . Majoritatea materialelor optice au un răspuns relativ slab, ceea ce înseamnă că proprietățile lor se modifică doar într-o mică măsură în cazul unor modificări mari ale intensității câmpului electromagnetic. Câmpurile electromagnetice locale ale incluziunilor din metamaterialele neliniare pot fi mult mai mari decât valoarea medie a câmpului. În plus, au fost prezise și observate efecte neliniare remarcabile în cazul în care permitivitatea dielectrică efectivă a metamaterialului este foarte mică (medii cu epsilon cu valoare aproape de zero).    În plus, proprietăți exotice, precum indicele de refracție negativ, creează oportunități de a adapta condițiile de potrivire a fazelor care trebuie îndeplinite în orice structură optică neliniară.

### Metamateriale Hall
În 2009, Marc Briane și Graeme Milton⁠(d)  au demonstrat matematic că se poate inversa, în principiu, sarcina unui compozit pe bază de trei materiale în 3D, format doar din materiale cu coeficient Hall cu sarcină pozitivă sau negativă. În 2015, Muamer Kadic et al.  au arătat că o simplă perforare a materialului izotropic poate duce la schimbarea sarcinii acestuia cu coeficient Hall. Această teorie a fost în cele din urmă demonstrată experimental de Christian Kern et al. 
Tot în 2015, Christian Kern et al. au fost demonstrat și  că o perforare anizotropică a unui singur material poate duce la un efect și mai neobișnuit, și anume efectul Hall paralel.  Aceasta înseamnă că câmpul electric indus din interiorul unui mediu conductor nu mai este ortogonal față de curent și de câmpul magnetic, ci este paralel cu acestea din urmă.

## Benzi de frecvență

### Terahertz
Metamaterialele terahertz interacționează la frecvențe terahertz, definite de obicei ca fiind între 0,1 și 10 THz . Radiația terahertz se află la capătul îndepărtat al domeniului infraroșu, imediat după sfârșitul domeniului microundelor. Aceasta corespunde lungimilor de undă milimetrice și submilimetrice între 3 mm (banda EHF) și 0,03 mm (marginea cu lungime de undă lungă a luminii în infraroșu îndepărtat).

### Fotonic
Metamaterialul fotonic interacționează cu frecvențele optice (infraroșu mijlociu). Perioada sub-lungimii de undă le diferențiază de structurile de bandă fotonică de stare energetică nepermisă.  

### Reglabil
Metamaterialele reglabile permit ajustări arbitrare pentru modificările de frecvență ale indicelui de refracție. Un metamaterial reglabil se extinde dincolo de limitele lățimii de bandă în materialele „de stânga” prin construirea diferitelor tipuri de metamateriale.

### Plasmonic
Metamaterialele plasmonice exploatează plasmonii de suprafață, care sunt produși din interacțiunea luminii cu dielectricii⁠(d) metalici. În condiții specifice, lumina incidentă se cuplează cu plasmonii de suprafață pentru a crea unde electromagnetice care se propagă sau unde de suprafață , cunoscute sub numele de polaritoni plasmonici de suprafață. Efectul de masă negativă (densitate) este posibil datorită oscilațiilor plasmonice în vrac.  

## Aplicații
Metamaterialele sunt luate în considerare pentru numeroase aplicații.  Antenele realizate din metamateriale sunt disponibile pe piață.
În 2007, un cercetător a declarat că pentru ca aplicațiile metamaterialelor să fie realizate, trebuie reduse pierderile de energie, materialele trebuie extinse în materiale izotropice tridimensionale și tehnicile de producție trebuie industrializate. 

### Antene
Antenele realizate din metamateriale sunt un tip de antene care utilizează metamateriale pentru o performanță îmbunătățită.     Demonstrațiile au arătat că metamaterialele pot spori puterea radiată a unei antenei.   Materialele care pot atinge permeabilitatea negativă permit proprietăți precum dimensiunea mică a antenei, directivitate ridicată și frecvență reglabilă.  

### Absorbant
Un absorbant de metamaterial manipulează componentele de pierdere ale permitivității și permeabilității magnetice ale metamaterialelor, pentru a asimila cantități mari de radiație electromagnetică. Aceasta este o caracteristică utilă pentru fotodetecție   și aplicații solare fotovoltaice.  Componentele de pierdere sunt, de asemenea, relevante în aplicațiile cu indice de refracție negativ (metamateriale fotonice, sisteme de antene) sau în optica transformatoare (deghizare cu metamateriale, mecanică cerească), dar nu sunt utilizate adesea în aceste aplicații.

### Superlentile
O superlentilă este un dispozitiv bi sau tridimensional care utilizează metamateriale, de obicei cu proprietăți de refracție negativă, pentru a obține o rezoluție dincolo de limita de difracție (în mod ideal, rezoluție infinită). Un astfel de comportament este posibil datorită capacității materialelor dublu-negative de a produce viteză de fază negativă. Limita de difracție este inerentă dispozitivelor optice convenționale sau lentilelor.  

### Dispozitive de deghizare
Metamaterialele reprezintă un potențial prilej pentru crearea unui dispozitiv de deghizare realist. Acest principiu a fost demonstrat în 19 octombrie 2006. Nu se cunoaște în mod public dacă există astfel de dispozitive.      

### Metamateriale cu secțiune transversală radar (RCS) redusă
În mod convențional, RCS a fost redusă fie prin intermediul materialului absorbant radar (RAM), fie prin modelarea intenționată a țintelor, astfel încât energia dispersată să fie redirecționată departe de sursă. În timp ce RAM funcționează cu o bandă de frecvență îngustă, modelarea intenționată limitează performanța aerodinamică a țintei. Mai recent, au fost sintetizate metamateriale sau metasuprafețe care pot redirecționa energia dispersată departe de sursă, folosind fie teoria matricei,     fie legea generalizată a lui Snell.   Acest lucru a dus la forme aerodinamice favorabile pentru țintele cu RCS redusă.

### Protecție seismică
Metamaterialele seismice contracarează efectele adverse ale undelor seismice asupra construcțiilor artificiale.   

### Filtrarea sunetului
Metamaterialele care prezintă cute la scară nanometrică ar putea controla semnale sonore sau luminoase, cum ar fi schimbarea culorii unui material sau îmbunătățirea rezoluției ultrasunetelor. Utilizările includ testarea nedistructivă a materialelor, diagnosticarea medicală și blocarea sunetului. Materialele pot fi realizate printr-un proces foarte precis de acoperire multistrat. Grosimea fiecărui strat poate fi controlată la o fracțiune de lungime de undă. Apoi, materialul este comprimat, creându-se cute precise a căror distanță poate provoca dispersarea frecvențelor selectate.  

## Modele teoretice
Toate materialele sunt făcute din atomi, care sunt dipoli. Acești dipoli modifică viteza luminii cu un factor n (indicele de refracție). Într-un rezonator cu inel secționat, inelul și unitățile de sârmă acționează ca dipoli atomici: sârma acționează ca un atom feroelectric, iar inelul acționează ca un inductor L, în timp ce secțiunea deschisă acționează ca un condensator C. Inelul în ansamblu acționează ca un circuit oscilant. Când câmpul electromagnetic trece prin inel, se creează curent indus. Câmpul generat este perpendicular pe câmpul magnetic al luminii. Rezonanța magnetică rezultă într-o permeabilitate negativă, iar indicele de refracție este, de asemenea, negativ. (Lentila nu este cu adevărat plată, deoarece capacitatea electrică a structurii impune o pantă pentru inducția electrică.)
Câteva materiale (matematice) modelează răspunsul în frecvență în DNG-uri. Unul dintre acestea este modelul Lorenz, care descrie mișcarea electronilor cu privire la un oscilator armonic cu forță de frecare diminuată. Modelul Debye⁠(d) se aplică atunci când componenta accelerație a modelului Lorenz este mică în comparație cu celelalte componente ale ecuației. Modelul Drude se aplică atunci când componenta forță elastică este neglijabilă și coeficientul de cuplare este, în general, frecvența de plasmă. Alte diferențe ale componentelor impun utilizarea unuia dintre aceste modele în funcție de polaritatea sau scopul acestora. 
Compozitele tridimensionale de incluziuni metalice/nemetalice încorporate periodic sau aleatoriu într-o matrice cu permitivitate scăzută sunt modelate, de obicei, prin metode analitice, inclusiv combinarea formulelor chimice și metode bazate pe dispersarea matricei. Particula este modelată fie de un dipol electric paralel cu câmpul electric, fie de o pereche de dipoli electrici și magnetici încrucișați, paralelă cu câmpurile electrice și, respectiv, magnetice ale undei aplicate. Acești dipoli sunt termenii principali din dezvoltarea multipolă. Sunt singurii care există într-o sferă omogenă a cărei polarizabilitate poate fi obținută cu ușurință din coeficienții de împrăștiere Mie. În general, această procedură este cunoscută sub numele de „aproximarea momentului dipolar”, care este o aproximare bună pentru metamaterialele care sunt formate din compozite cu sfere electrice mici. Printre meritele acestor metode se numără costul scăzut de calcul și simplitatea matematică.  
Trei concepții (mediul cu indice negativ, cristalul nereflectant și superlentilele) stau la baza teoriei metamaterialelor.

## Rețele instituționale

### MURI
The Multidisciplinary University Research Initiative (MURI) cuprinde zeci de universități și câteva organizații guvernamentale. Printre universitățile participante se numără University of California, Berkeley; University of California, Los Angeles; University of California, San Diego; Massachusetts Institute of Technology și Imperial College din Londra. Sponsorii sunt Office of Naval Research și Defense Advanced Research Project Agency . 
MURI sprijină cercetarea în care se intersectează mai multe discipline științifice și inginerești tradiționale, pentru a accelera atât procesul de cercetare, cât și punerea în practică. Începând cu 2009, se aștepta ca 69 de instituții academice să participe la 41 de eforturi de cercetare. 

### Metamorphose VI AISBL
The Virtual Institute for Artificial Electromagnetic Materials and Metamaterials, pe scurt „Metamorphose VI AISBL”, este o asociație internațională de promovare a materialelor și metamaterialelor electromagnetice artificiale. Aceasta organizează conferințe științifice, susține reviste de specialitate, creează și gestionează programe de cercetare, oferă programe de formare (inclusiv programe de doctorat și de formare pentru partenerii industriali) și transfer tehnologic către industria europeană.  